# バック・オフ・ブーガルー
バック・オフ・ブーガルー（Back Off Boogaloo）は、リンゴ・スターが1972年に発表したシングル。

## 解説
B面収録曲「ブラインドマン」とともに、スターが作詞・作曲。「バック・オフ・ブーガルー」は、ジョージ・ハリスンのアルバム『リヴィング・イン・ザ・マテリアル・ワールド』のレコーディング・セッション中に制作された。「ブラインドマン」は、が出演した映画『盲目ガンマン』（1971年）のために作られた曲で、1971年9月に彼とクラウス・フォアマンの共同プロデュースでレコーディングされた。
アメリカの『ビルボード』誌では最高位9位、『キャッシュボックス』誌で最高位10位を獲得し、この年に発表された元ビートルズのメンバーの楽曲の中で唯一、トップ10ヒットになった。イギリスでは最高位2位を獲得する大ヒットとなった。
発表当時は2曲ともオリジナル・アルバム未収録で、「バック・オフ・ブーガルー」はベスト・アルバム『想い出を映して』（1975年）に収録された。2曲とも1992年にアルバム『グッドナイト・ウィーン』のCDボーナス・トラックとして追加収録された。
スターはアルバム『バラの香りを』（1981年）で「バック・オフ・ブーガルー」を新たに録音して発表した。

## 参加ミュージシャン
以下、「バック・オフ・ブーガルー」に関する記述である。「ブラインドマン」の詳細なレコーディング・データは記載されていない。
- リンゴ・スター - ボーカル、ドラムス
- ジョージ・ハリスン - ギター
- ゲイリー・ライト - キーボード
- クラウス・フォアマン - ベース
- マデリーン・ベル - バッキング・ボーカル
- レスリー・ダンカン - バッキング・ボーカル
- ジーン・ギルバート - バッキング・ボーカル